# Crosby & Nash
Crosby & Nash sono stati un duo musicale statunitense composto da David Crosby e Graham Nash. I due artisti erano anche attivi assieme nel supergruppo Crosby, Stills, Nash & Young fin dalla fine degli anni '60.
Come duo, Crosby & Nash hanno lavorato nel corso degli anni '70 e nella prima metà degli anni 2000.

## Discografia
Album studio
- 1972 - Graham Nash David Crosby
- 1975 - Wind on the Water
- 1976 - Whistling Down the Wire
- 2004 - Crosby & Nash

Altri album
- 1977 - Crosby-Nash Live
- 1978 - The Best of Crosby & Nash
- 1998 - Another Stoney Evening
- 2000 - Bittersweet (ristampa di Wind on the Water)
- 2002 - The Best of Crosby & Nash: The ABC Years
- 2006 - Crosby & Nash: Highlights